# منتخب منغوليا لكرة القدم
منتخب منغوليا لكرة القدم هو المنتخب الوطني لجمهورية منغوليا ويمثلها في لعبة كرة القدم، تعتبر منغوليا واحدةً من المنتخبات الآسيوية الأسوأ تصنيفاً على لائحة الفيفا لتصنيف المنتخبات، وهي دخلت تصفيات كأس العالم لكرة القدم 2014 باحثة عن فوزها الأول ولم تحصل منغوليا في 10 مباريات خلال مشاركاتها الثلاث الأولى في التصفيات على سوى نقطة واحدة من 10 مباريات، وكانت من تعادلها مع بنغلاديش 2-2 في مشاركتها الأولى خلال التصفيات المؤهلة لكأس العالم 2002 بكوريا الجنوبية واليابان وحقق منتخب منغوليا فوزه الأول بعدما أسقط ميانمار 1-0 في مباراة الذهاب لتصفيات كأس العالم 2014 في البرازيل قبل أن يسقط 2-0 في مباراة الإياب ويخرج من التصفيات.

## وصلات خارجية
- قائمة بيانات المنتخب من الموقع الرسمي للفيفا باللغة العربية